# ألكسندر (فلم 1996)
ألكساندر (بالإنجليزية: Alexander) هو فيلم أكشن هندي بلغة التاميل صدر عام 1996 من إخراج المخرج الشهير كيار. الفيلم من بطولة فيجاياكانث وسانجيتا. صدر لأول مرة في 10 نوفمبر 1996 أثناء عيد ديوالي الديني، وكان الفيلم متوسط الإيرادات في شباك التذاكر.

## ملخص القصة
يقوم إخوة أشوك بتهريب المخدرات ولا يمكن لأحد إيقافهم سوى ألكسندر، ضابط البنك المركزي الهندي، الذي تمكن من إلقاء القبض عليهم.

## طاقم العمل
- فيجاياكانث في دور إسكندر
- سانجيتا في دور بريا
- براكاش راج في دور أشوك
- سريهاري في دور هاري
- كافيتا في دور ثيامما
- جيفا في دور بريندا
- نيزالجال رافي في دور غانديراجان
- فاديفوكاكاراسي في دور لاكشمي
- راجاسيخار في دور راجاسيخار
- لاكشمي راتان في دور تشودري
- أديتيا كومار
- بوبي